# Kosrae jezik
Kosrae jezik (kosraenski; kusaie; ISO 639-3: kos), mikronezijski jezik kojim govori oko 8 570 Kosraenaca, pretežno u Mikroneziji (8 000; Johnstone and Mandryk 2001) na otoku Kusaie ili Kosrae i nekoliko stotina na Nauruu i SAD-u.
Nacionalni jezik, piše se latinicom a ima dva dijalekta: lelu-tafunsak i malen-utwe. Kosrae čini posebnu podskupinu mikronezijskih jezika.

## Vanjske poveznice
- Ethnologue (14th)
- Ethnologue (15th)